# Prawda materialna
Prawda materialna (obiektywna) – w języku prawniczym wiedza zgodna ze stanem faktycznym. Przeciwstawiana jest prawdzie formalnej (proceduralnej), czyli wiedzy opartej na domniemaniach, fikcjach prawnych lub zgodzie stron.

## Prawda materialna w polskim prawie
Polski kodeks postępowania karnego w art. 2 § 2 formułuje zasadę prawdy materialnej:

Art. 2 § 2 Podstawę wszelkich rozstrzygnięć powinny stanowić prawdziwe ustalenia faktyczne.

W kodeksie postępowania administracyjnego zasada ta nosi nazwę zasady prawdy obiektywnej:

Art. 7 W toku postępowania organy administracji publicznej stoją na straży praworządności i podejmują wszelkie kroki niezbędne do dokładnego wyjaśnienia stanu faktycznego oraz do załatwienia sprawy, mając na względzie interes społeczny i słuszny interes obywateli.